# PEST analýza
PEST analýza (z anglických slov Political, Economical, Social a Technological) je analýza politicko-právního, ekonomického, sociálně-kulturního a technologického prostředí a faktorů, které ovlivňují nebo budou ovlivňovat organizaci. Někdy se používá zkratky PESTLE, přidávají se právní a ekologické vlivy. Všeobecně je to strategický audit vlivu makrookolí.

## Cíle analýzy
Podstatou PEST analýzy je nalézt odpovědi na 3 otázky:
1. Které z faktorů mají vliv na podnik?
2. Jaké jsou možné účinky těchto faktorů?
3. Které z nich jsou v blízké budoucnosti pro podnik nejdůležitější?

Pro konstrukci PEST analýzy je vhodné ke každému z vlivů zjistit minimálně 4 faktory, které makrookolí firmy ovlivňují. Velkým pomocníkem jsou v tomto případě číselná data. Z nich je možné pomocí jednoduché extrapolace trendů odhadnout budoucí vývoj. Právě prediktivní složka analýzy je zásadní. Pomůže odhadnout, jak se bude budoucnost lišit od současnosti. Pro extrapolaci trendů je možné využít pokročilé statistické metody i běžný Microsoft Excel, kde se metoda nazývá spojnice trendu. Aplikaci této metody na predikci vývoje české populace je možné vidět na příkladu níže.

## Politicko-legislativní vlivy
- Antimonopolní zákony
- Ochrana životního prostředí
- Ochrana spotřebitele
- Daňová politika
- Regulace v oblasti zahraničního obchodu
- Pracovní právo
- Politická stabilita

## Ekonomické faktory
- Hospodářské cykly
- Trendy HDP
- Devizové kurzy
- Kupní síla
- Úrokové míry
- Inflace
- Nezaměstnanost
- Průměrná mzda
- Vývoj cen energií
- Daňové zatížení

## Sociálně-kulturní faktory
- Demografický vývoj populace
- Změny životního cyklu
- Mobilita
- Úroveň vzdělávání
- Přístup k práci a volnému času

## Technologické vlivy
- Vládní podpora R&D
- Celkový stav technologie
- Nové objevy
- Změny technologie
- Rychlost zastarávání

## Příklad analýzy faktoru
V následující tabulce je možné vidět historická data o vývoji obyvatel ČR v tisících. Predikce do budoucnosti je vytvořena pomocí lineární spojnice trendu (extrapolace). Pro odhad budoucího vývoje je vhodné použít i jiné metody. Například předpověď ČSÚ nebo analytiků. V takovém případě se jedná o expertní odhad.
|                          | Historie | Historie | Historie | Historie | Historie | Historie | Historie | Historie | Predikce | Predikce | Predikce | Predikce | Predikce |
| Rok                      | 2010     | 2011     | 2012     | 2013     | 2014     | 2015     | 2016     | 2017     | 2018     | 2019     | 2020     | 2021     | 2022     |
| Počet obyvatel ČR v tis. | 10517,25 | 10496,67 | 10509,29 | 10510,72 | 10524,78 | 10542,94 | 10565,28 | 10589,53 | 10583,29 | 10594,77 | 10606,25 | 10617,72 | 10629,20 |

## Postup při tvorbě PEST analýzy
1. Definování trhu a odvětví: Než začnete s PEST analýzou, je důležité přesně definovat trh a odvětví, ve kterém chcete analýzu provést. Toto vymezení poskytuje základní rámec, na který se následně aplikují jednotlivé faktory analýzy.
2. Identifikace relevantních faktorů: Po definování trhu je dalším krokem identifikace politických, ekonomických, sociálních, technologických, legislativních a environmentálních faktorů, které mohou mít vliv na vaše podnikání. Tyto faktory by měly být relevantní pro konkrétní trh a odvětví.
3. Analýza faktorů: Jakmile jsou faktory identifikovány, provede se analýza jejich vlivu na podnikání. Tato analýza by měla zohlednit, jak jednotlivé faktory ovlivnily podnikání v minulosti, jaký je jejich aktuální vliv, a jaký dopad mohou mít v budoucnosti.
4. Použití metody MAP: Pro zajištění strukturovaného přístupu se doporučuje využít metodu MAP (Monitorování, Analýza, Predikce). Tato metoda pomáhá nejen s retrospektivním hodnocením faktorů, ale také s predikcí jejich budoucího vývoje a možného dopadu na podnikání.
5. Sestavení zprávy: Na základě výsledků analýzy se vytvoří zpráva, která shrnuje hlavní závěry a doporučení pro další strategické rozhodování.